# Langue des signes afghane
La langue des signes afghane, est la langue des signes utilisée par une partie des personnes sourdes et de leurs proches en Afghanistan.

## Histoire
En 1991, le Centre de services aux personnes handicapées (Centre for Disability Service) édite un dictionnaire de signes (Dari: Zaban Ishara [Sign Language]) constitué de brochures totalisant une centaine de pages pour codifier la langue des signes utilisée par les personnes sourdes de Kaboul, avec pour base la langue des signes américaine.
En septembre 1992, le projet SHIP (SERVE's Hearing Impaired Project) de l'association caritative chrétienne britannique SERVE (en) est créé à Peshawar pour répondre aux besoins croissants des réfugiés afghans sourds et fournit des cours de langue des signes, d'alphabétisation ainsi que de formation professionnelle et des services d'audiologie pour les enfants et les adultes sourds. Comme le besoin se fait grandement sentir, le projet se déplace à Jalalabad en 1995. Cette même année, un dictionnaire trilingue de la langue des signes afghane en anglais, pachto et dari est édité par SERVE,. Une troisième édition de ce dictionnaire est achevée en 2001 et SERVE travaille actuellement avec deux autres agences à son amélioration pour recenser plus de 2000 concepts.

## Caractéristiques
La langue des signes afghane est influencée par la langue des signes américaine qui est utilisée par les éducateurs étrangers dans certaines des écoles pour sourds du pays.

## Utilisation
La langue des signes afghane est utilisée par des enfants et des adultes jusqu'à 50 ans, à la maison, à l'école et au travail.
Il existe à Kaboul, la capitale afghane, une école pour les sourds où 250 enfants étudient les mathématiques, les sciences, la lecture, l'écriture et la langue des signes. Elle est gérée par l'Association nationale des sourds d'Afghanistan et partiellement financée par la Fondation Ryan Memorial et la Fondation Sieben.
Une autre école est située à Jalalabad et est gérée par SERVE. Elle reçoit des enfants sourds depuis l'âge de la maternelle ainsi que des adultes, ces derniers venant rattraper les années de formation manquante. Les frères et sœurs des plus petits sont aussi invités à suivre les cours de langue des signes pour que l'enfant sourd ait quelqu'un avec qui communiquer à la maison et aussi permettre aux autres membres de la famille d'apprendre à signer,.

## Place des sourds en Afghanistan
Bien que les moudjahidine blessés au combat aient toujours été honorés et même soutenus par le gouvernement, les autres handicapés ont toujours été ignorés et marginalisés. Il est estimé qu'entre 10 % et 20 % des foyers ont au moins une personne handicapée, mais la plupart sont cachées et jusqu'à récemment, elles n'avaient aucune perspective dans la société afghane. La plupart des Afghans pensent que les personnes sourdes ont des déficiences mentales et ils se moquent d'eux et leur jettent parfois des pierres. Il a fallu du temps pour convaincre les autorités que l'éducation des sourds était possible. En 2012 pourtant, les six premiers étudiants sourds ont pu s'inscrire à l'université.
Il existe une Association nationale afghane pour les sourds (Afghan National Association for the Deaf, ANAD).